# بتسی راسل
بتسی راسل (انگلیسی: Betsy Russell؛ زادهٔ ۶ سپتامبر ۱۹۶۳) یک هنرپیشهٔ اهل ایالات متحدهٔ آمریکا است.
از فیلم‌ها یا برنامه‌های تلویزیونی‌ای که وی در آن نقش داشته‌است می‌توان به اره ۳، اره ۵، اره ۴، اره ۶، و اره سه‌بعدی اشاره کرد.